# Eo biển Yucatán

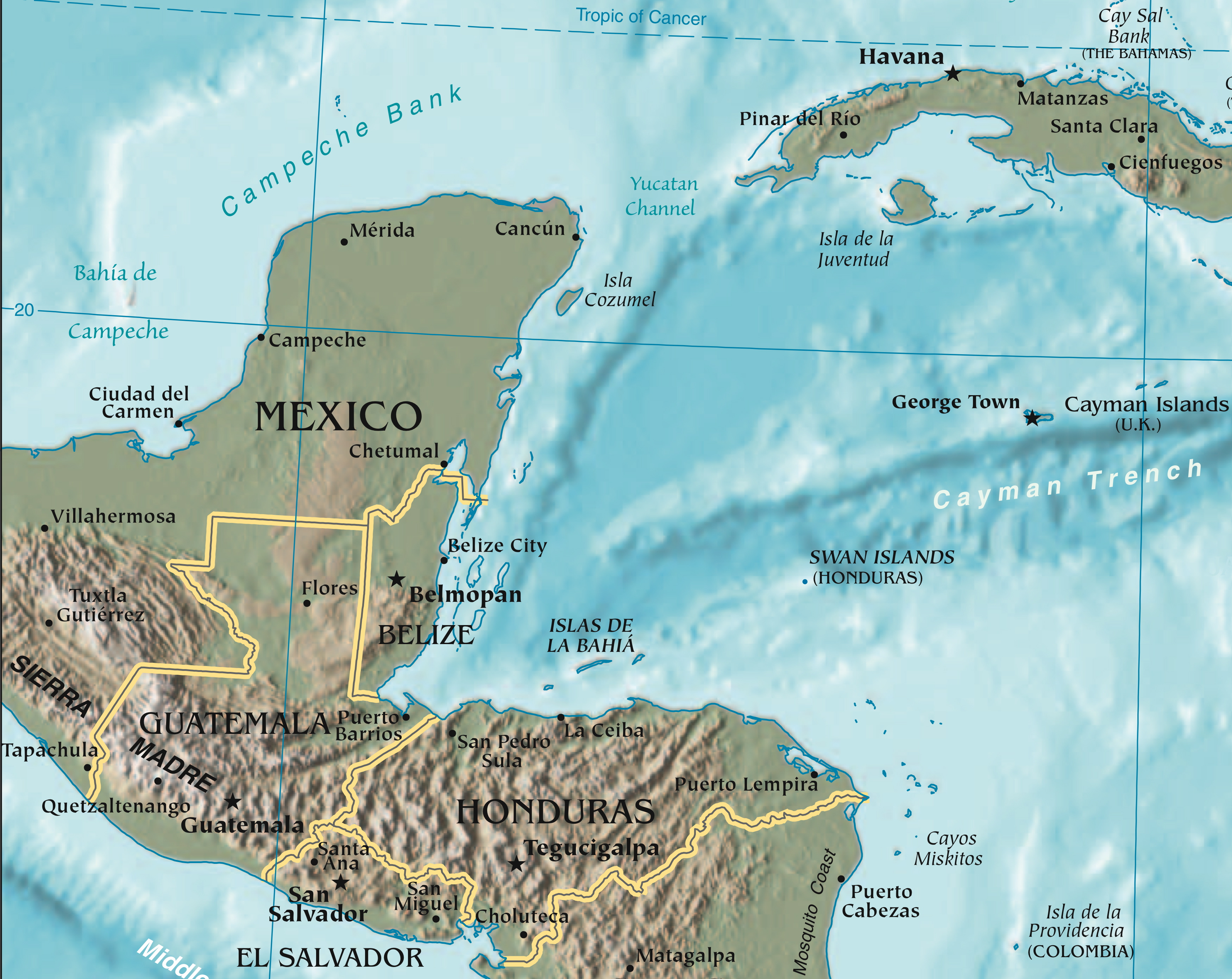
Bản đồ khu vực

Eo biển Yucatán nằm giữa México và Cuba. Eo biển kết nối bồn địa Yucatán ở biển Caribe với Vịnh Mexico. Eo biển rộng khoảng 217 kilômét (135 mi) giữa Mũi Catoche tại Mexico và Mũi San Antonio, Cuba và có độ sâu tối đa là 2.779 mét (9.117 ft).